# Daša Grm
Daša Grm (* 18. April 1991 in Celje) ist eine slowenische Eiskunstläuferin, die im Einzellauf antritt. Sie ist vielfache Slowenische Meisterin.
Seit 2010 vertritt sie Slowenien im internationalen Wettbewerb, darunter neun Weltmeisterschaften und zehn Europameisterschaften. Ihre beste Platzierung bei den Europameisterschaften war der 17. Platz im Jahr 2019, bei den Weltmeisterschaften der 18. Platz in den Jahren 2015 und 2019.
2011 nahm sie an der Winter-Universiade teil, wo sie den 9. Platz erreichte. Zu ihren größten internationalen Erfolgen gehört die Goldmedaille bei der Icechallenge 2017. Bei ihrer einzigen Teilnahme an der ISU-Grand-Prix-Serie belegte sie den 12. Platz beim Cup of Russia 2015.
Daša Grm erstellt seit Jahren ihre eigenen Choreografien.

## Ergebnisse
| Meisterschaft / Saison         | 08/09 | 09/10 | 10/11 | 11/12 | 12/13 | 13/14 | 14/15 | 15/16 | 16/17 | 17/18 | 18/19 | 19/20 | 20/21 | 21/22 | 22/23 |
| ------------------------------ | ----- | ----- | ----- | ----- | ----- | ----- | ----- | ----- | ----- | ----- | ----- | ----- | ----- | ----- | ----- |
| Weltmeisterschaften            |       |       | 28.   | 39.   |       |       | 18.   | 38.   | 36.   | 22.   | 18.   |       | 34.   | 24.   |       |
| Europameisterschaften          |       |       | 20.   |       |       | 27.   | 30.   | 26.   | 26.   | 20.   | 17.   | 20.   |       | 28.   | 21.   |
| Slowenische Meisterschaften    | 3.    | 3.    | 2.    | 2.    | 2.    | 1.    | 1.    | 1.    | 1.    | 1.    | 1.    | 1.    |       |       | 1.    |
| Grand-Prix-Wettbewerb / Saison | 08/09 | 09/10 | 10/11 | 11/12 | 12/13 | 13/14 | 14/15 | 15/16 | 16/17 | 17/18 | 18/19 | 19/20 | 20/21 | 21/22 | 22/23 |
| Cup of Russia                  |       |       |       |       |       |       |       | 12.   |       |       |       |       |       |       |       |
| Challenger+Sonstige / Saison   | 08/09 | 09/10 | 10/11 | 11/12 | 12/13 | 13/14 | 14/15 | 15/16 | 16/17 | 17/18 | 18/19 | 19/20 | 20/21 | 21/22 | 22/23 |
| Budapest Trophy                |       |       |       |       |       |       |       |       |       |       |       |       | 5.    | 11.   | 12.   |
| Finlandia Trophy               |       |       |       |       |       |       |       |       | 17.   |       |       |       |       |       |       |
| Golden Spin of Zagreb          |       |       | 4.    | 18.   | 8.    | 5.    | 4.    | 8.    |       | 9.    | 9.    | 8.    |       | 16.   | Z     |
| Lombardia Trophy               |       |       |       |       |       |       |       |       | Z     |       |       |       |       | 15.   |       |
| Mordovian Ornament             |       |       |       |       |       |       |       | 6.    |       |       |       |       |       |       |       |
| Nebelhorn Trophy               |       |       |       |       |       | 19.   |       |       |       | 14.   |       |       |       | 12.   |       |
| Warsaw Cup                     |       |       |       |       |       |       | 12.   |       | 9.    |       |       |       |       |       |       |
| Icechallenge                   |       |       | 8.    | 8.    | 8.    | 6.    |       |       |       | 1.    |       |       |       |       |       |
| Ondrej Nepela Memorial         |       |       |       |       | 9.    |       |       |       |       |       |       |       |       |       |       |
| Winter-Universiade             |       |       | 9.    |       | 11.   |       | 13.   |       | 10.   |       |       |       |       |       |       |
| Z = Teilnahme zurückgezogen    |       |       |       |       |       |       |       |       |       |       |       |       |       |       |       |

Bei den Junioren
| Juniorenwettbewerb / Saison         | 04/05 | 05/06 | 06/07 | 07/08 | 08/09 | 09/10 |
| ----------------------------------- | ----- | ----- | ----- | ----- | ----- | ----- |
| Juniorenweltmeisterschaften         |       | 25.   | 43.   |       | 46.   |       |
| Junior Grand Prix Belarus           |       |       |       |       | 17.   | 16.   |
| Junior Grand Prix Tschechien        |       |       |       |       | 13.   |       |
| Junior Grand Prix Ungarn            |       |       | 13.   |       |       |       |
| Junior Grand Prix Rumänien          |       |       |       | 18.   |       |       |
| Junior Grand Prix UK                |       |       |       | 27.   |       |       |
| Junior Grand Prix Ukraine           | 28.   |       |       |       |       |       |
| Slowenische Juniorenmeisterschaften |       |       | 1.    |       |       |       |